# Straat Ceram
Straat Ceram (Indonesisch: Selat Seram), is een zeestraat in Indonesië in de provincie Molukken. De zeestraat scheidt het eiland Ceram, in het noorden, van de eilanden Haruku, Saparua, in het zuiden. Het water vormt een verbinding tussen de Bandazee in het oosten en de Baai Piru in het westen. De op het eiland Ceram gelegen plaatsen Tihulale en Latu liggen aan de Straat Ceram.